# 叶挺城战役
叶挺城战役，是1947年8月华野在苏北的主力第十一纵、第十二纵，进攻并解放盐城的战役。

## 背景
1947年8月7日至13日，为策应刘邓大军开辟大别山、陈谢大军挺进豫西、陈粟大军在鲁西南作战，苏北内线坚持斗争的华野11纵队、12纵队组成“叶挺城战役前线指挥部”，设在叶挺城西郊仓头庄。苏中区党委书记陈丕显、华野11纵队兼苏中军区司令员管文蔚、政委吉洛、第12纵队兼苏北军区司令员陈庆先、政委曹荻秋5人组成，指挥管文蔚、副指挥陈庆先。参战部队、民工近5万人：
- 第11纵队
  - 第31旅旅长段焕竞、政委刘毓标
  - 第32旅旅长吴泳湘
  - 苏中第2分区独立4团
- 第12纵队
  - 第34旅 副政委孙海光
  - 第35旅旅长廖成美
    - 103团团长王志增
- 叶挺、盐东、建阳、射阳、台北、兴化等县的地方武装、民兵、民工等

盐城守军为于1947年5月10日入驻的郝鹏举残部国军第42集团军第1师李铁民部。守军总数近万人：
- 第一师部驻高福和大楼，
  - 第一团驻守西、北门，团部设泽夫中学，
  - 第二团驻伍佑、便仓、大团。 团长朱子厚，副团长马彦昌
  - 第三团驻守东、北门，团部设儒学街
- 盐城县保安团、“还乡团”、县政府、县党部、三青团
- 刘庄驻第42集团军第3师师部率第7、第8团2000余人，土顽数百人。

## 经过

### 第一阶段：扫清外围
8月5日，各部运动至预定地区。8月6日晚11时，参战部队分别进入预定阵地。
- 8月7日6时前，十一纵队三十二旅吴泳湘部两个团，首先攻克便仓、大团（今属新丰镇），全歼守敌第二团第一营两个连。
- 8月7日上午12时，十二纵队三十四旅一〇二团攻克南洋岸，全歼守敌及盐城县保安队2个中队、自卫队，计300余人；三十五旅一〇三团负责叶挺城方面的警戒和打援。
- 8月7日上午7时，十一纵三十一旅第91、第93团从南、东两面同时奋勇攻击伍佑，突入伍佑第一道土圩，向纵深发展。一〇四团在半小时内，即攻克东包厂、大王庙、七星桥、张氏家祠等处守敌，将敌人压至镇中心，10时，逼近敌团部外围。敌见弹药殆尽，县城、刘庄南北援兵受阻，团长朱子厚受伤，副团长马彦昌下令投降。11时，我军进入敌团部大院，接受枪械，清点俘虏，全歼敌第一师第二团1000余人，毙俘蒋记伍佑区长及盐城县保安队等地方武装500余人。叶挺县潘黄区队在7日攻克伍佑镇的战斗中，俘还乡团l20余人，缴获步枪70余支。
- 8月9日，第12纵队第35旅第103团攻下盐城北门闸，歼敌200余。
- 在攻打伍佑守敌的同时，我十一纵、十二纵队相继攻克上冈、新兴场、袁家庄等敌据点，控制县城南北交通线80余里。

至9日，相继攻克大团、便仓、伍佑、南洋岸，在伍佑歼敌1个团，在南洋岸歼敌1个连，上冈、新兴场、袁家庄、冈门等地也随之收复。10日，各部推进至城郊，连晚构筑土工工事，打下城外八腊庙、天主教堂、北门闸、登瀛桥西等支撑点，敌将城四周桥梁炸毁，妄图固守待援。11日，完成攻城准备。
在盐城外围战斗中，叶挺、建阳、射阳和盐东4县组织5万多群众、2000多副担架、700多只船支前参战。叶挺、建阳等县群众，在5天内即运送军米50多万斤。各县民兵纷纷赶到据点附近，捕捉逃散的“还乡团”、自卫队千人以上。

### 第二阶段：攻城
- 第11纵队主攻东门、南门。
  - 31旅91团（十二纵队特务团）和2分区4团主攻南门，主攻的一营营长杨增彤；三营为二梯队；二营为预备队。第3营进入南门攻击阵地后，控制了南门外大河南岸的一道堤埂，进行土工作业。侦察排长周崇发接受架桥任务后，率领12人在12日拂晓前，于20多米宽的河上架起了浮桥。指挥第3营火力队的副政治教导员刘征林中弹牺牲。第2军分区独立第4团于拂晓前拿下了天主教堂。至此，敌人在东门、南门的外围据点全部占领。两个团由南门民主桥、解放桥和太平桥方向攻入市区。
  - 31旅92团主攻东门：第2营经二墩、新河桥抵东闸口时，发现闸口桥被敌破坏，即以第4连1个班渡河向趴腊庙警戒，同时组织人员突击架桥通过，晚10时，接近趴腊庙。接着，第4连由东南、第6连由西北向趴腊庙进行土工作业。11日凌晨3时开始炮击，第4连随后发起冲击，激战15分钟，攻克趴腊庙，俘敌8名。凌晨4时，第92团第1营第1连向长角庙之敌发起冲击，仅5分钟就解决了战斗，俘敌17名。接着，第1连向城墙边进行近迫作业，到11日晨6时，已全部将交通壕挖到盐城东门城墙下。8月12日6时半，第1营在营长杨增彤、副政治教导员阮也平的率领下，接近到城墙。第3连连长张国生、政治指导员茅英带领突击队越过浮桥，登上城墙，打掉敌指挥所，沿着南门土圩向西追击。第3营副营长陆俊义率领第7连，在第3连后跟进，一直打到西北城墙，割裂了敌人的防御部署。第2营第5连连长周桐叶带领突击班跃出交通壕涉水过河，冲击东门。战后，第11纵队的10名“叶挺勇士”中就有6名来自第3连第6班。二营为二梯队；三营为预备队。
  - 31旅第93团为旅预备队。第93团政治处主任葛彤带领第3营，紧随第92团投入纵深战斗，经过激烈巷战，很快从西南角打到敌师部核心据点外围(后奉命撤出)。
  - 32旅主力在伍佑、柏家巷、刘家坎一线阻击刘庄方向北援之敌。
- 第12纵队主攻西门、北门。
  - 34旅100团主攻城东北，最终从城北门攻入。
  - 34旅102团主攻北门
  - 35旅103团主攻城西北：从二连选调的由31名干部、战士组成的突击队，副连长高简银任突击队长。强渡护城河，云梯靠上城墙，7人顽强守住了突破口。团一梯队火速增援城头，然而守军机枪封锁了一梯队的冲锋。团长王志增命令特务连立即发起并列强攻，并且令预备队将轻重机枪调上前沿，集中火力压制守军机枪。王志增率一梯队登城后，指挥四连爬上房子抢占制高点，控制突破区域，命令二连担任团指挥所的警戒，对付不时从巷口跑出来的敌散兵。[2]1营（营长耿光万）、2营从突破口入城，与敌巷战。34旅旅长廖成美亲率102团3营从突破口入城，接应在北门与敌激战的102团从北门突入。
  - 35旅104团主攻西门。2营4连主攻。后续部队未能跟上渡河。直至103团攻入城内，4连才攻入西门。
  - 35旅105团担任阜宁方向的警戒和阻击南援之敌。

以盐城中学南面的东西大街，作为2个纵队的作战分界线。8月12日晨4时，对盐城守敌实施炮击，将东门、南门碉堡大部摧毁。12日拂晓5时整，攻城开始。临近中午，全城基本被共军控制。守军师长李铁民带领残军退至盐城东北小圩子——盐城中学土圩内作最后抵抗。35旅旅长廖成美率第102团赶到，集中六〇炮于中午12时猛轰敌最后阵地。91团9连在副连长葛银宝率领下由西南插到盐城中学后墙角的敌地堡群附近。李铁民等从地堡里鱼贯而出，举手投降。到下午1时，战斗胜利结束。 

## 结局及影响
全歼盐城守敌，俘第一师官兵3200多名，其中有第42集团军少将副参谋长韩伊明、少将师长李铁民、少将副师长彭定一、国防部少将文化新闻专员杨余熙、上校师参谋长张培五、上校团长李怀德、朱子厚、郑恕德等，另毙伤500多名。被俘士兵中有1100多名经教育后自愿加入共军。
摧毁国民党盐城县政权，俘县长刘先沛以下县保安团、“还乡团”等反动武装人员3500多人。8月14日，叶挺县及周边各县武装人员进城，挨门逐户搜捕“还乡团”成员，仅叶挺县潘黄区抓捕200多人，盐东县腰沃区抓捕78人。各区民兵游击队共俘蒋记区长以下还乡团500余人，缴获机枪1挺、步枪百余支、弹药等军用物品甚多。叶挺城围攻开始，叶挺县潘黄区队在南门担任警戒，城内“还乡团”200余名企图突围时，遂予阻击，全部被俘，缴获机枪1挺、步枪70余支、子弹6箱。集中潘黄全区短枪（手枪）组成武工队，随军上前线担任侦察搜索任务。战斗结束后叶挺县民兵从串场河里打捞起机枪百余挺、步枪上千支。
缴获了联勤存储在盐城的大批军用物资，其中有各种火炮及掷弹筒150门（具），轻重机枪170余挺，长短枪3300余支，机、步枪弹30余万发，汽艇3艘，军用卡车32辆，骡马百余匹，电台8部，其他军用物资若干。时任11纵队副司令员兼参谋长胡炳云回忆：“这批军用物资，直到渡江战役结束，还仍未全部消耗完”。
收复阜宁南至刘庄通榆公路一线及两侧集镇19处，控制该段公路100多公里，使被分割的苏北5分区、苏北11分区连成一片。
8月21日苏中11纵队在台北县大中集、于、9月6日苏北12纵队在阜宁县益林分别召开祝捷庆功大会，对有功部队分别授予“叶挺部队”、“叶挺营”、“叶挺连”光荣称号，其中12纵队35旅103团为“叶挺部队”，高简银、马标等5人为“突击英雄”。参战的有关县区也都召开了庆功表彰大会。8月28日，第11纵队兼苏中军区司令部政治部联合发布嘉字第1号命令，授予先入城的第92团以“叶挺部队”荣誉称号；授予第92团第1营以“叶挺营”荣誉称号，授予第3连以“叶挺连”荣誉称号；授予先入城的陈和进、张云德、陆和顺、谢桂华、穆益文、江洪发、顾明德、姜庙桃、陈永庆、姜炳生等9人“叶挺勇士”称号；追赠第1个英勇登城光荣牺牲的陈和进为“叶挺英雄”称号。第92团第2营第5连，仅次于第3连，从另一方向突进城垣，起极大的配合作用，被授予一等功臣连。授予第92团第7连为二等功臣连，授予第93团第3连以“伍佑3连”、第8连以“伍佑8连”的荣誉称号。第31旅各部队广泛开展了火线立功活动，全旅共涌现出人民功臣966人，其中特等功臣2人(陈和进、张云德)，一等功臣21人，二等功臣98人，三等功臣177人，四等功臣668人。同时评出9个集体立功单位：一等功2个、二等功4个、三等功3个。
战后，华东局和华东军区传令嘉奖盐城战役所有参战部队。华东局贺电：“欣闻苏北敌后收复叶挺名城之捷，中共中央华东局特电苏北、苏中两军区首长祝贺，并嘉勉有功将士。”华东军区8月19日的电文称：“你们攻克盐城，歼灭郝逆残部第1师，开辟华中敌后新局面，支援和配合了刘邓兵团的侧击及山东战场的内线歼敌。望再接再厉，争取更伟大的胜利。”
8月22日，国民党军共约3000多人，乘共军撤离之机再次占领了盐城县城。10月10日，国军因驻盐城兵力不足，唯恐被攻城，遂撤离南遁。